# Grand Prix de Voleibol de 2016
El Grand Prix de Voleibol de 2016 fue la vigésimo cuarta (24.ª) edición del torneo anual más importante de selecciones nacionales de voleibol femenino, el evento fue organizado por la Federación Internacional de Voleibol (FIVB) y por tercer año consecutivo contó con 28 equipos.

## Equipos participantes
Son 28 las selecciones participantes en el Grand Prix de 2016, de las cuales las 28 selecciones de la edición anterior se mantienen.
| CAVB                                                  | AVC                                          | CEV | NORCECA                                                            | CSV                            |
| ----------------------------------------------------- | -------------------------------------------- | --- | ------------------------------------------------------------------ | ------------------------------ |
| Argelia Kenia                                         | Australia China Japón Kazajistán Tailandia   | \| Alemania Bélgica Bulgaria Croacia Italia Países Bajos \| Polonia República Checa Rusia Serbia Turquía \| | Canadá Cuba Estados Unidos México Puerto Rico República Dominicana | Argentina Brasil Colombia Perú |
| Alemania Bélgica Bulgaria Croacia Italia Países Bajos | Polonia República Checa Rusia Serbia Turquía | |                                                                    |                                |

## Conformación de grupos
La edición 2016 del Grand Prix presenta cambios respecto a los equipos que conforman cada grupo.
- En el grupo 1, la selección de Países Bajos fue promovida por haber ganado el Grupo 2 el año anterior y ocupará el lugar de República Dominicana que fue relegada al grupo 2.
- En el Grupo 2, la selección de Kenia fue promovida por haber ganado el Grupo 3 el año anterior.
- En el Grupo 3, la selección de Croacia fue relegada desde el Grupo 2.

### Grupo 1
| Semana 1                                | Semana 1                   | Semana 1                           | Semana 2                    | Semana 2                              | Semana 2                            |
| Serie A                                 | Serie B                    | Serie C                            | Serie D                     | Serie E                               | Serie F                             |
| --------------------------------------- | -------------------------- | ---------------------------------- | --------------------------- | ------------------------------------- | ----------------------------------- |
| Estados Unidos Tailandia Alemania China | Brasil Italia Japón Serbia | Países Bajos Turquía Rusia Bélgica | China Brasil Bélgica Serbia | Estados Unidos Alemania Japón Turquía | Rusia Italia Países Bajos Tailandia |

| Semana 3                      | Semana 3                                   | Semana 3                     | Semana 4                                                          |
| Serie G                       | Serie H                                    | Serie I                      | Hexagonal final                                                   |
| ----------------------------- | ------------------------------------------ | ---------------------------- | ----------------------------------------------------------------- |
| Brasil Italia Bélgica Turquía | Estados Unidos China Países Bajos Alemania | Japón Rusia Tailandia Serbia | \| Estados Unidos China Rusia \| Brasil Países Bajos Tailandia \| |
| Estados Unidos China Rusia    | Brasil Países Bajos Tailandia              |                              |                                                                   |

### Grupo 2
| Semana 1                         | Semana 1                                                | Semana 2                                                | Semana 2                         | Semana 3                                          |
| Serie J                          | Serie K                                                 | Serie L                                                 | Serie M                          | Cuadrangular final                                |
| -------------------------------- | ------------------------------------------------------- | ------------------------------------------------------- | -------------------------------- | ------------------------------------------------- |
| Bulgaria Argentina Polonia Kenia | Puerto Rico República Checa Canadá República Dominicana | República Checa Bulgaria Argentina República Dominicana | Puerto Rico Canadá Polonia Kenia | Puerto Rico República Dominicana Bulgaria Polonia |

### Grupo 3
| Semana 1                       | Semana 1                        | Semana 2                             | Semana 2                  | Semana 3                         |
| Serie N                        | Serie O                         | Serie P                              | Serie Q                   | Cuadrangular final               |
| ------------------------------ | ------------------------------- | ------------------------------------ | ------------------------- | -------------------------------- |
| Argelia Perú México Kazajistán | Croacia Colombia Australia Cuba | Australia México Kazajistán Colombia | Croacia Perú Cuba Argelia | Perú Croacia Colombia Kazajistán |

## Formato de competición
El torneo se desarrolla dividido en 3 grupos, los grupos 2 y 3 mantienen el formato de competición de la edición anterior, mientras que en el grupo 1 el formato de la ronda intercontinental es el mismo pero hay variaciones en la ronda final en la que compiten seis equipos.
El Grupo 1, conformado por 12 selecciones, se encuentra dividido en 9 series de 4 equipos y una ronda final. Las 9 series se llevan a cabo durante 3 semanas en las que cada equipos juega 9 partidos en total, al término de este periodo clasifican a la ronda final los 5 equipos que acumulen la mayor cantidad de puntos (si el anfitrión del hexagonal se encuentra entre estos 5 equipos entonces el posicionado en sexto lugar también clasifica), además, el equipo que culmine en el último lugar podría descender al grupo 2 en la siguiente edición si el ganador de este grupo cumple con los requisitos de promoción requeridos por la FIVB. La ronda final se juega en la cuarta semana y los 6 participantes son divididos en dos series de 3 equipos, el equipo anfitrión encabezará una de las series y los 5 restantes serán repartidos mediante el sistema serpentín y de acuerdo a su ubicación en la tabla de la ronda intercontinental. Las dos series se juegan con un sistema de todos contra todos y los dos primeros equipos de cada serie clasifican a las semifinales, mientras que los terceros ubicados pasan a disputar el partido por el quinto y sexto puesto. Los perdedores de las semifinales disputan el partido por el tercer lugar mientras que los ganadores de las semifinales pasan a jugar la final en la que se proclama al campeón del Grand Prix 2016.
El grupo 2, conformado por 8 selecciones, se encuentra dividido en 4 series y un cuadrangular final. Las 4 series se llevan a cabo durante 2 semanas en las que cada equipo juega 6 partidos en total, al término de este periodo clasifican al cuadrangular final los 3 equipos que acumulen la mayor cantidad de puntos (si el anfitrión de la cuadrangular se encuentra entre estos 3 equipos entonces el posicionado en cuarto lugar también clasifica). El cuadrangular final se juega en la tercera semana y consiste en las semifinales y la final, en las semifinales el equipo anfitrión se enfrenta al equipo peor ubicado de los tres clasificados y los dos restantes se enfrentan en la otra semifinal, los ganadores pasan a disputar la final en la que se  proclamará al ganador del grupo que además será promovido al grupo 1 para el torneo de 2017.
El grupo 3 conformado también por 8 equipos presenta un sistema de competencia idéntico al grupo 2 y el ganador será promovido al grupo 2 en la siguiente edición si cumple con los requisitos de promoción requeridos por la FIVB.
Para determinar el orden de clasificación en cada grupo y en las dos series de la ronda final del grupo uno se aplican los siguientes criterios en orden de aparición:
- Número de partidos ganados.
- Puntos obtenidos.
- Proporción entre los sets ganados y los sets perdidos (Sets ratio).
- Proporción entre los puntos ganados y los puntos perdidos (Puntos ratio).
- Último resultado entre los equipos empatados en cuestión.

En un partido que termine con el marcador de 3-0 o 3-1 se otorga 3 puntos al ganador y 0 puntos al perdedor, en un partido que finalice con el marcador 3-2 se otorga 2 puntos al ganador y 1 punto al perdedor.

## Ronda intercontinental

### Grupo 1
– Clasificado para competir en el hexagonal final.
     – Clasificado para competir en el hexagonal final como país anfitrión.
     – Descendido al grupo 2 en la siguiente edición.
|     |                | Partidos | Partidos | Partidos |     | Sets | Sets | Sets  | Puntos | Puntos | Puntos |
| Pos | Equipo         | PJ       | PG       | PP       | Pts | SG   | SP   | Ratio | PG     | PP     | Ratio  |
| --- | -------------- | -------- | -------- | -------- | --- | ---- | ---- | ----- | ------ | ------ | ------ |
| 1   | Estados Unidos | 9        | 8        | 1        | 24  | 25   | 5    | 5.000 | 739    | 603    | 1.225  |
| 2   | China          | 9        | 8        | 1        | 23  | 24   | 6    | 4.000 | 701    | 591    | 1.186  |
| 3   | Rusia          | 9        | 8        | 1        | 23  | 26   | 10   | 2.600 | 833    | 738    | 1.128  |
| 4   | Brasil         | 9        | 7        | 2        | 22  | 23   | 10   | 2.300 | 779    | 674    | 1.155  |
| 5   | Países Bajos   | 9        | 5        | 4        | 15  | 17   | 14   | 1.214 | 709    | 706    | 1.004  |
| 6   | Serbia         | 9        | 5        | 4        | 12  | 18   | 20   | 0.900 | 836    | 854    | 0.978  |
| 7   | Italia         | 9        | 4        | 5        | 13  | 19   | 19   | 1.000 | 840    | 818    | 1.026  |
| 8   | Japón          | 9        | 3        | 6        | 12  | 16   | 19   | 0.842 | 776    | 783    | 0.991  |
| 9   | Turquía        | 9        | 3        | 6        | 9   | 13   | 21   | 0.619 | 719    | 773    | 0.930  |
| 10  | Tailandia      | 9        | 2        | 7        | 5   | 7    | 24   | 0.291 | 611    | 744    | 0.821  |
| 11  | Bélgica        | 9        | 1        | 8        | 4   | 8    | 25   | 0.320 | 668    | 771    | 0.866  |
| 12  | Alemania       | 9        | 0        | 9        | 0   | 4    | 27   | 0.148 | 610    | 766    | 0.796  |

#### Semana 1

##### Serie A1
- Sede: Gimnasio Ningbo Beilun, Ningbo, China.
- Las horas indicadas corresponden al huso horario local de China (Hora estándar de China): UTC+8

| Fecha       | Hora  | Partido        | Partido   | Partido        | Sets  | Sets  | Sets  | Sets  | Sets | Puntuación total | Reporte |
| Fecha       | Hora  |                | Resultado |                | 1     | 2     | 3     | 4     | 5    | Puntuación total | Reporte |
| ----------- | ----- | -------------- | --------- | -------------- | ----- | ----- | ----- | ----- | ---- | ---------------- | ------- |
| 10 de junio | 15:00 | Alemania       | 0 – 3     | Estados Unidos | 15-25 | 17-25 | 12-25 | -     | -    | 44 – 75          | P2 P3   |
| 10 de junio | 19:30 | China          | 3 – 0     | Tailandia      | 25-14 | 25-14 | 25-11 | -     | -    | 75 – 39          | P2 P3   |
| 11 de junio | 15:00 | Estados Unidos | 3 – 0     | Tailandia      | 25-21 | 29-27 | 25-23 | -     | -    | 79 – 71          | P2 P3   |
| 11 de junio | 19:30 | China          | 3 – 0     | Alemania       | 25-12 | 25-22 | 25-16 | -     | -    | 75 – 50          | P2 P3   |
| 12 de junio | 15:00 | Tailandia      | 3 – 1     | Alemania       | 16-25 | 28-26 | 25-22 | 25-16 | -    | 94 – 89          | P2 P3   |
| 12 de junio | 19:30 | China          | 3 – 1     | Estados Unidos | 25-20 | 25-19 | 15-25 | 25-23 | -    | 90 – 87          | P2 P3   |

##### Serie B1
- Sede: Carioca Arena 1, Rio de Janeiro, Brasil.
- Las horas indicadas corresponden al huso horario local de Rio de Janeiro (Hora de Brasilia): UTC-3

| Fecha       | Hora  | Partido | Partido   | Partido | Sets  | Sets  | Sets  | Sets  | Sets | Puntuación total | Reporte |
| Fecha       | Hora  |         | Resultado |         | 1     | 2     | 3     | 4     | 5    | Puntuación total | Reporte |
| ----------- | ----- | ------- | --------- | ------- | ----- | ----- | ----- | ----- | ---- | ---------------- | ------- |
| 9 de junio  | 14:10 | Brasil  | 3 – 1     | Italia  | 23-25 | 25-15 | 25-15 | 27-25 | -    | 100 – 80         | P2 P3   |
| 9 de junio  | 17:15 | Japón   | 3 – 0     | Serbia  | 31-29 | 25-18 | 28-26 | -     | -    | 84 – 73          | P2 P3   |
| 10 de junio | 14:10 | Brasil  | 3 – 0     | Japón   | 25-20 | 25-23 | 25-15 | -     | -    | 75 – 58          | P2 P3   |
| 10 de junio | 17:15 | Italia  | 3 – 1     | Serbia  | 25-16 | 25-19 | 29-31 | 25-17 | -    | 104 – 83         | P2 P3   |
| 12 de junio | 10:05 | Brasil  | 3 – 0     | Serbia  | 25-20 | 25-18 | 25-18 | -     | -    | 75 – 56          | P2 P3   |
| 12 de junio | 12:35 | Italia  | 3 – 2     | Japón   | 25-20 | 25-20 | 23-25 | 25-27 | 15-8 | 113 – 100        | P2 P3   |

##### Serie C1
- Sede: DS Yantarny, Kaliningrado, Rusia.
- Las horas indicadas corresponden al huso horario local de Kaliningrado (Horario de Kaliningrado): UTC+2.

| Fecha       | Hora  | Partido      | Partido   | Partido      | Sets  | Sets  | Sets  | Sets  | Sets  | Puntuación total | Reporte |
| Fecha       | Hora  |              | Resultado |              | 1     | 2     | 3     | 4     | 5     | Puntuación total | Reporte |
| ----------- | ----- | ------------ | --------- | ------------ | ----- | ----- | ----- | ----- | ----- | ---------------- | ------- |
| 10 de junio | 16:40 | Turquía      | 3 – 0     | Bélgica      | 25-22 | 25-23 | 26-24 | -     | -     | 76 – 69          | P2 P3   |
| 10 de junio | 19:10 | Rusia        | 3 – 1     | Países Bajos | 25-22 | 20-25 | 25-20 | 25-16 | -     | 95 – 83          | P2 P3   |
| 11 de junio | 16:40 | Turquía      | 0 – 3     | Países Bajos | 25-27 | 21-25 | 22-25 | -     | -     | 68 – 77          | P2 P3   |
| 11 de junio | 19:10 | Rusia        | 3 – 0     | Bélgica      | 25-20 | 25-15 | 25-16 | -     | -     | 75 – 51          | P2 P3   |
| 12 de junio | 16:40 | Países Bajos | 3 – 1     | Bélgica      | 25-20 | 25-21 | 18-25 | 25-20 | -     | 93 – 86          | P2 P3   |
| 12 de junio | 19:10 | Rusia        | 3 – 2     | Turquía      | 26-24 | 20-25 | 20-25 | 25-20 | 15-10 | 106 – 104        | P2 P3   |

#### Semana 2

##### Serie D1
- Sede: Macao Forum, Macao, China.
- Las horas indicadas corresponden al huso horario local de China (Hora estándar de China): UTC+8

| Fecha       | Hora  | Partido | Partido   | Partido | Sets  | Sets  | Sets  | Sets  | Sets  | Puntuación total | Reporte |
| Fecha       | Hora  |         | Resultado |         | 1     | 2     | 3     | 4     | 5     | Puntuación total | Reporte |
| ----------- | ----- | ------- | --------- | ------- | ----- | ----- | ----- | ----- | ----- | ---------------- | ------- |
| 17 de junio | 16:00 | Brasil  | 2 – 3     | Serbia  | 25-16 | 31-29 | 19-25 | 19-25 | 16-18 | 110 – 113        | P2 P3   |
| 17 de junio | 20:00 | China   | 3 – 0     | Bélgica | 26-19 | 25-17 | 25-22 | -     | -     | 75 – 58          | P2 P3   |
| 18 de junio | 14:30 | Brasil  | 3 – 1     | Bélgica | 23-25 | 25-19 | 25-15 | 25-18 | -     | 98 – 77          | P2 P3   |
| 18 de junio | 17:00 | China   | 3 – 2     | Serbia  | 27-25 | 17-25 | 20-25 | 25-22 | 15-9  | 104 – 106        | P2 P3   |
| 19 de junio | 13:00 | Bélgica | 2 – 3     | Serbia  | 26-24 | 24-26 | 23-25 | 25-23 | 10-15 | 108 – 113        | P2 P3   |
| 19 de junio | 15:30 | China   | 3 – 0     | Brasil  | 25-23 | 25-16 | 25-20 | -     | -     | 75 – 59          | P2 P3   |

##### Serie E1
- Sede: Walter Pyramid, Long Beach, Estados Unidos.
- Las horas indicadas corresponden al huso horario local de Long Beach (Horario de verano del Tiempo del Pacífico – PDT): UTC-7.

| Fecha       | Hora  | Partido        | Partido   | Partido  | Sets  | Sets  | Sets  | Sets  | Sets  | Puntuación total | Reporte |
| Fecha       | Hora  |                | Resultado |          | 1     | 2     | 3     | 4     | 5     | Puntuación total | Reporte |
| ----------- | ----- | -------------- | --------- | -------- | ----- | ----- | ----- | ----- | ----- | ---------------- | ------- |
| 17 de junio | 17:10 | Turquía        | 3 – 2     | Japón    | 21-25 | 25-16 | 23-25 | 25-21 | 15-13 | 109 – 100        | P2 P3   |
| 17 de junio | 19:10 | Estados Unidos | 3 – 1     | Alemania | 25-17 | 24-26 | 25-10 | 25-23 | -     | 99 – 76          | P2 P3   |
| 18 de junio | 17:10 | Turquía        | 3 – 1     | Alemania | 25-18 | 16-25 | 25-19 | 25-19 | -     | 91 – 81          | P2 P3   |
| 18 de junio | 19:10 | Estados Unidos | 3 – 0     | Japón    | 25-16 | 25-23 | 25-21 | -     | -     | 75 – 60          | P2 P3   |
| 19 de junio | 15:10 | Japón          | 3 – 1     | Alemania | 25-27 | 26-24 | 25-15 | 25-18 | -     | 101 – 84         | P2 P3   |
| 19 de junio | 17:10 | Estados Unidos | 3 – 0     | Turquía  | 25-21 | 25-20 | 25-16 | -     | -     | 75 – 57          | P2 P3   |

##### Serie F1
- Sede: Pala Florio, Bari, Italia.
- Las horas indicadas corresponden al huso horario local de Italia (Horario de verano de Europa central – CEST): UTC+2.

| Fecha           | Hora  | Partido      | Partido   | Partido      | Sets  | Sets  | Sets  | Sets  | Sets  | Puntuación total | Reporte |
| Fecha           | Hora  |              | Resultado |              | 1     | 2     | 3     | 4     | 5     | Puntuación total | Reporte |
| --------------- | ----- | ------------ | --------- | ------------ | ----- | ----- | ----- | ----- | ----- | ---------------- | ------- |
| 17 de junio     | 17:30 | Rusia        | 3 – 0     | Países Bajos | 25-17 | 25-23 | 28-26 | -     | -     | 78 – 66          | P2 P3   |
| 17, 20 de junio | 9:10  | Tailandia    | 3 – 2     | Italia       | 25-20 | 23-25 | 25-23 | 19-25 | 15-11 | 107 – 104        | P2 P3   |
| 18 de junio     | 17:30 | Tailandia    | 0 – 3     | Rusia        | 22-25 | 22-25 | 13-25 | -     | -     | 57 – 75          | P2 P3   |
| 18 de junio     | 20:30 | Países Bajos | 3 – 1     | Italia       | 19-25 | 25-23 | 25-18 | 25-22 | -     | 94 – 88          | P2 P3   |
| 19 de junio     | 17:30 | Países Bajos | 3 – 0     | Tailandia    | 25-19 | 25-16 | 25-21 | -     | -     | 75 – 56          | P2 P3   |
| 19 de junio     | 20:30 | Rusia        | 3 – 2     | Italia       | 19-25 | 25-15 | 25-22 | 22-25 | 15-10 | 106 – 97         | P2 P3   |

#### Semana 3

##### Serie G1
- Sede: Pabellón de voleibol Başkent, Ankara, Turquía.
- Las horas indicadas corresponden al huso horario local de Turquía (Horario de verano de Europa oriental – EEST): UTC+3.

| Fecha       | Hora  | Partido | Partido   | Partido | Sets  | Sets  | Sets  | Sets  | Sets | Puntuación total | Reporte |
| Fecha       | Hora  |         | Resultado |         | 1     | 2     | 3     | 4     | 5    | Puntuación total | Reporte |
| ----------- | ----- | ------- | --------- | ------- | ----- | ----- | ----- | ----- | ---- | ---------------- | ------- |
| 24 de junio | 14:30 | Italia  | 1 – 3     | Brasil  | 26-24 | 22-25 | 13-25 | 22-25 | -    | 83 – 99          | P2 P3   |
| 24 de junio | 17:30 | Turquía | 1 – 3     | Bélgica | 18-25 | 14-25 | 25-19 | 21-25 | -    | 78 – 94          | P2 P3   |
| 25 de junio | 14:30 | Brasil  | 3 – 1     | Bélgica | 13-25 | 25-19 | 25-16 | 25-18 | -    | 88 – 78          | P2 P3   |
| 25 de junio | 17:30 | Turquía | 1 – 3     | Italia  | 25-21 | 21-25 | 19-25 | 17-25 | -    | 82 – 96          | P2 P3   |
| 26 de junio | 14:30 | Italia  | 3 – 0     | Bélgica | 25-14 | 25-12 | 25-21 | -     | -    | 75 – 47          | P2 P3   |
| 26 de junio | 17:30 | Turquía | 0 – 3     | Brasil  | 14-25 | 21-25 | 19-25 | -     | -    | 54 – 75          | P2 P3   |

##### Serie H1
- Sede: Hong Kong Coliseum, Hong Kong, China.
- Las horas indicadas corresponden al huso horario local de China (Tiempo estándar de China): UTC+8.

| Fecha       | Hora  | Partido        | Partido   | Partido        | Sets  | Sets  | Sets  | Sets  | Sets | Puntuación total | Reporte |
| Fecha       | Hora  |                | Resultado |                | 1     | 2     | 3     | 4     | 5    | Puntuación total | Reporte |
| ----------- | ----- | -------------- | --------- | -------------- | ----- | ----- | ----- | ----- | ---- | ---------------- | ------- |
| 24 de junio | 18:30 | Alemania       | 0 – 3     | Estados Unidos | 19-25 | 22-25 | 28-30 | -     | -    | 69 – 80          | P2 P3   |
| 24 de junio | 20:30 | China          | 3 – 0     | Países Bajos   | 25-22 | 23-23 | 25-21 | -     | -    | 75 – 66          | P2 P3   |
| 25 de junio | 13:15 | Estados Unidos | 3 – 1     | Países Bajos   | 25-17 | 19-25 | 25-17 | 25-20 | -    | 94 – 79          | P2 P3   |
| 25 de junio | 15:45 | China          | 3 – 0     | Alemania       | 25-13 | 25-16 | 25-22 | -     | -    | 75 – 51          | P2 P3   |
| 26 de junio | 13:15 | Países Bajos   | 3 – 0     | Alemania       | 26-24 | 25-20 | 25-22 | -     | -    | 76 – 66          | P2 P3   |
| 26 de junio | 15:45 | China          | 0 – 3     | Estados Unidos | 19-25 | 21-25 | 17-25 | -     | -    | 57 – 75          | P2 P3   |

##### Serie I1
- Sede: Shimadzu Arena Kyoto, Kioto, Japón.
- Las horas indicadas corresponden al huso horario local de Japón (Hora estándar de Japón – JST): UTC+9.

| Fecha       | Hora  | Partido   | Partido   | Partido   | Sets  | Sets  | Sets  | Sets  | Sets  | Puntuación total | Reporte |
| Fecha       | Hora  |           | Resultado |           | 1     | 2     | 3     | 4     | 5     | Puntuación total | Reporte |
| ----------- | ----- | --------- | --------- | --------- | ----- | ----- | ----- | ----- | ----- | ---------------- | ------- |
| 24 de junio | 16:00 | Serbia    | 3 – 2     | Rusia     | 23-25 | 25-27 | 25-21 | 25-20 | 15-12 | 113 – 105        | P2 P3   |
| 24 de junio | 19:00 | Japón     | 3 – 0     | Tailandia | 25-20 | 23-19 | 25-15 | -     | -     | 75 – 54          | P2 P3   |
| 25 de junio | 15:00 | Tailandia | 1 – 3     | Rusia     | 16-25 | 22-25 | 25-22 | 12-25 | -     | 75 – 97          | P2 P3   |
| 25 de junio | 18:00 | Japón     | 2 – 3     | Serbia    | 23-25 | 25-20 | 25-17 | 25-27 | 8-15  | 106 – 104        | P2 P3   |
| 26 de junio | 15:00 | Serbia    | 3 – 0     | Tailandia | 25-18 | 25-20 | 25-20 | -     | -     | 75 – 58          | P2 P3   |
| 26 de junio | 18:00 | Japón     | 1 – 3     | Rusia     | 25-20 | 23-25 | 24-26 | 20-25 | -     | 92 – 96          | P2 P3   |

### Grupo 2
– Clasificado para competir en la ronda final del grupo 2. 
     – Clasificado para competir en la ronda final del grupo 2 como país anfitrión.
     – Descendido al grupo 3 en la siguiente edición.
|     |                      | Partidos | Partidos | Partidos |     | Sets | Sets | Sets  | Puntos | Puntos | Puntos |
| Pos | Equipo               | PJ       | PG       | PP       | Pts | SG   | SP   | Ratio | PG     | PP     | Ratio  |
| --- | -------------------- | -------- | -------- | -------- | --- | ---- | ---- | ----- | ------ | ------ | ------ |
| 1   | Puerto Rico          | 6        | 6        | 0        | 17  | 18   | 4    | 4.500 | 524    | 440    | 1.190  |
| 2   | República Dominicana | 6        | 5        | 1        | 14  | 17   | 7    | 2.428 | 540    | 489    | 1.104  |
| 3   | Bulgaria             | 6        | 5        | 1        | 13  | 15   | 9    | 1.666 | 554    | 494    | 1.121  |
| 4   | Polonia              | 6        | 4        | 2        | 12  | 14   | 10   | 1.400 | 565    | 484    | 1.167  |
| 5   | Argentina            | 6        | 2        | 4        | 8   | 12   | 12   | 1.000 | 524    | 546    | 0.959  |
| 6   | República Checa      | 6        | 2        | 4        | 7   | 11   | 12   | 0.916 | 502    | 511    | 0.982  |
| 7   | Canadá               | 6        | 0        | 6        | 1   | 3    | 18   | 0.166 | 414    | 516    | 0.802  |
| 8   | Kenia                | 6        | 0        | 6        | 0   | 0    | 18   | 0.000 | 319    | 451    | 0.707  |

#### Semana 1

##### Serie A2
- Sede: Estadio Pedro Parra, Tucumán, Argentina.
- Las horas indicadas corresponden al huso horario local de Argentina (Hora oficial argentina): UTC-3

| Fecha      | Hora  | Partido         | Partido   | Partido         | Sets  | Sets  | Sets  | Sets  | Sets  | Puntuación total | Reporte |
| Fecha      | Hora  |                 | Resultado |                 | 1     | 2     | 3     | 4     | 5     | Puntuación total | Reporte |
| ---------- | ----- | --------------- | --------- | --------------- | ----- | ----- | ----- | ----- | ----- | ---------------- | ------- |
| 3 de junio | 18:10 | Rep. Dominicana | 2 – 3     | Bulgaria        | 25-23 | 20-25 | 18-25 | 25-17 | 9-15  | 97 – 105         | P2 P3   |
| 3 de junio | 21:10 | Argentina       | 3 – 0     | Kenia           | 25-22 | 25-21 | 25-13 | -     | -     | 75 – 56          | P2 P3   |
| 4 de junio | 18:10 | Kenia           | 0 – 3     | Bulgaria        | 17-25 | 17-25 | 9-25  | -     | -     | 43 – 75          | P2 P3   |
| 4 de junio | 21:10 | Argentina       | 2 – 3     | Rep. Dominicana | 25-22 | 16-25 | 15-25 | 25-23 | 14-16 | 95 – 111         | P2 P3   |
| 5 de junio | 18:10 | Rep. Dominicana | 3 – 0     | Kenia           | 25-21 | 25-21 | 25-20 | -     | -     | 75 – 62          | P2 P3   |
| 5 de junio | 21:10 | Argentina       | 1 – 3     | Bulgaria        | 25-27 | 17-25 | 27-25 | 19-25 | -     | 88 – 102         | P2 P3   |

##### Serie B2
- Sede: Arena Toruń, Zielona Góra, Polonia.
- Las horas indicadas corresponden al huso horario local de Polonia (Hora de verano de Europa central – CEST): UTC+2.

| Fecha      | Hora  | Partido         | Partido   | Partido         | Sets  | Sets  | Sets  | Sets  | Sets  | Puntuación total | Reporte |
| Fecha      | Hora  |                 | Resultado |                 | 1     | 2     | 3     | 4     | 5     | Puntuación total | Reporte |
| ---------- | ----- | --------------- | --------- | --------------- | ----- | ----- | ----- | ----- | ----- | ---------------- | ------- |
| 3 de junio | 17:10 | República Checa | 1 – 3     | Puerto Rico     | 25-21 | 20-25 | 21-25 | 19-25 | -     | 85 – 96          | P2 P3   |
| 3 de junio | 20:10 | Polonia         | 3 – 1     | Canadá          | 25-19 | 28-30 | 25-15 | 25-20 | -     | 103 – 84         | P2 P3   |
| 4 de junio | 17:10 | Puerto Rico     | 3 – 0     | Canadá          | 25-18 | 25-11 | 25-16 | -     | -     | 75 – 45          | P2 P3   |
| 4 de junio | 20:10 | Polonia         | 3 – 1     | República Checa | 25-15 | 23-25 | 25-20 | 25-23 | -     | 98 – 83          | P2 P3   |
| 5 de junio | 17:10 | República Checa | 3 – 0     | Canadá          | 25-13 | 25-18 | 25-23 | -     | -     | 75 – 54          | P2 P3   |
| 5 de junio | 20:10 | Polonia         | 2 – 3     | Puerto Rico     | 25-18 | 23-25 | 25-15 | 26-28 | 13-15 | 112 – 101        | P2 P3   |

#### Semana 2

##### Serie C2
- Sede: Sport Hall Up Olomouc, Olomouc, República Checa.
- Las horas indicadas corresponden al huso horario local de la República Checa (Hora de verano de Europa central – CEST): UTC+2.

| Fecha       | Hora  | Partido         | Partido   | Partido         | Sets  | Sets  | Sets  | Sets  | Sets  | Puntuación total | Reporte |
| Fecha       | Hora  |                 | Resultado |                 | 1     | 2     | 3     | 4     | 5     | Puntuación total | Reporte |
| ----------- | ----- | --------------- | --------- | --------------- | ----- | ----- | ----- | ----- | ----- | ---------------- | ------- |
| 10 de junio | 15:10 | Bulgaria        | 0 – 3     | Rep. Dominicana | 16-25 | 24-26 | 23-25 | -     | -     | 63 – 76          | P2 P3   |
| 10 de junio | 18:00 | República Checa | 3 – 0     | Canadá          | 25-19 | 25-21 | 25-21 | -     | -     | 75 – 61          | P2 P3   |
| 11 de junio | 15:10 | Rep. Dominicana | 3 – 0     | Canadá          | 25-16 | 27-25 | 25-21 | -     | -     | 77 – 62          | P2 P3   |
| 11 de junio | 18:10 | Bulgaria        | 3 – 1     | República Checa | 25-22 | 25-16 | 23-25 | 25-19 | -     | 98 – 82          | P2 P3   |
| 12 de junio | 15:10 | Canadá          | 2 – 3     | Bulgaria        | 22-25 | 25-22 | 25-21 | 26-28 | 10-15 | 108 – 111        | P2 P3   |
| 12 de junio | 18:10 | República Checa | 2 – 3     | Rep. Dominicana | 22-25 | 25-15 | 21-25 | 26-24 | 8-15  | 102 – 104        | P2 P3   |

##### Serie D2
- Sede: Hala Mistrzów, Włocławek, Polonia.
- Las horas indicadas corresponden al huso horario local de Polonia (Hora de verano de Europa central – CEST): UTC+2.

| Fecha       | Hora  | Partido     | Partido   | Partido     | Sets  | Sets  | Sets  | Sets  | Sets  | Puntuación total | Reporte |
| Fecha       | Hora  |             | Resultado |             | 1     | 2     | 3     | 4     | 5     | Puntuación total | Reporte |
| ----------- | ----- | ----------- | --------- | ----------- | ----- | ----- | ----- | ----- | ----- | ---------------- | ------- |
| 10 de junio | 17:10 | Kenia       | 0 – 3     | Puerto Rico | 11-25 | 20-25 | 22-25 | -     | -     | 53 – 75          | P2 P3   |
| 10 de junio | 20:10 | Polonia     | 3 – 2     | Argentina   | 25-23 | 24-26 | 25-15 | 23-25 | 15-10 | 112 – 99         | P2 P3   |
| 11 de junio | 17:10 | Puerto Rico | 3 – 1     | Argentina   | 30-28 | 22-25 | 25-16 | 25-22 | -     | 102 – 91         | P2 P3   |
| 11 de junio | 20:10 | Polonia     | 3 – 0     | Kenia       | 25-18 | 25-10 | 25-14 | -     | -     | 75 – 42          | P2 P3   |
| 12 de junio | 15:10 | Polonia     | 0 – 3     | Puerto Rico | 21-25 | 21-25 | 23-25 | -     | -     | 65 – 75          | P2 P3   |
| 12 de junio | 18:10 | Argentina   | 3 – 0     | Kenia       | 26-24 | 25-22 | 25-17 | -     | -     | 76 – 63          | P2 P3   |

### Grupo 3
– Clasificado para competir en la ronda final del grupo 3. 
     – Clasificado para competir en la ronda final del grupo 3 como país anfitrión.
|     |            | Partidos | Partidos | Partidos |     | Sets | Sets | Sets  | Puntos | Puntos | Puntos |
| Pos | Equipo     | PJ       | PG       | PP       | Pts | SG   | SP   | Ratio | PG     | PP     | Ratio  |
| --- | ---------- | -------- | -------- | -------- | --- | ---- | ---- | ----- | ------ | ------ | ------ |
| 1   | Perú       | 6        | 6        | 0        | 17  | 18   | 4    | 4.500 | 521    | 367    | 1.420  |
| 2   | Croacia    | 6        | 5        | 1        | 15  | 16   | 4    | 4.000 | 477    | 367    | 1.300  |
| 3   | Colombia   | 6        | 4        | 2        | 12  | 13   | 7    | 1.857 | 464    | 390    | 1.190  |
| 4   | Kazajistán | 6        | 4        | 2        | 12  | 14   | 8    | 1.750 | 510    | 439    | 1.162  |
| 5   | Cuba       | 6        | 3        | 3        | 10  | 12   | 11   | 1.090 | 475    | 504    | 0.942  |
| 6   | México     | 6        | 2        | 4        | 6   | 8    | 13   | 0.615 | 435    | 504    | 0.863  |
| 7   | Australia  | 6        | 0        | 6        | 0   | 2    | 18   | 0.111 | 379    | 495    | 0.766  |
| 8   | Argelia    | 6        | 0        | 6        | 0   | 0    | 18   | 0.000 | 255    | 450    | 0.566  |

#### Semana 1

##### Serie A3
- Sede: Salle Omnisport Belkhdar Tahar, Argel, Argelia.
- Las horas indicadas corresponden al huso horario local de Argelia (Tiempo de África Occidental – WAT): UTC+1

| Fecha      | Hora  | Partido    | Partido   | Partido    | Sets  | Sets  | Sets  | Sets  | Sets | Puntuación total | Reporte |
| Fecha      | Hora  |            | Resultado |            | 1     | 2     | 3     | 4     | 5    | Puntuación total | Reporte |
| ---------- | ----- | ---------- | --------- | ---------- | ----- | ----- | ----- | ----- | ---- | ---------------- | ------- |
| 3 de junio | 14:00 | Kazajistán | 1 – 3     | Perú       | 21-25 | 25-21 | 24-26 | 16-25 | -    | 86 – 97          | P2 P3   |
| 3 de junio | 16:00 | Argelia    | 0 – 3     | México     | 23-25 | 20-25 | 15-25 | -     | -    | 58 – 75          | P2 P3   |
| 4 de junio | 14:00 | Perú       | 3 – 0     | México     | 25-16 | 25-16 | 25-13 | -     | -    | 75 – 45          | P2 P3   |
| 4 de junio | 16:00 | Argelia    | 0 – 3     | Kazajistán | 17-25 | 13-25 | 5-25  | -     | -    | 35 – 75          | P2 P3   |
| 5 de junio | 14:00 | Kazajistán | 3 – 1     | México     | 25-16 | 25-20 | 21-25 | 25-23 | -    | 96 – 84          | P2 P3   |
| 5 de junio | 16:00 | Argelia    | 0 – 3     | Perú       | 12-25 | 13-25 | 12-25 | -     | -    | 37 – 75          | P2 P3   |

##### Serie B3
- Sede: Estadio Bendigo, Bendigo, Australia.
- Las horas indicadas corresponden al huso horario local de Bendigo (Hora Estándar Oriental Australiana – AEST): UTC+10

| Fecha      | Hora  | Partido   | Partido   | Partido  | Sets  | Sets  | Sets  | Sets  | Sets | Puntuación total | Reporte |
| Fecha      | Hora  |           | Resultado |          | 1     | 2     | 3     | 4     | 5    | Puntuación total | Reporte |
| ---------- | ----- | --------- | --------- | -------- | ----- | ----- | ----- | ----- | ---- | ---------------- | ------- |
| 3 de junio | 17:40 | Croacia   | 3 – 1     | Cuba     | 25-17 | 21-25 | 25-17 | 25-18 | -    | 96 – 77          | P2 P3   |
| 3 de junio | 20:40 | Australia | 0 – 3     | Colombia | 17-25 | 13-25 | 13-25 | -     | -    | 43 – 75          | P2 P3   |
| 4 de junio | 16:10 | Colombia  | 0 – 3     | Croacia  | 20-25 | 22-25 | 17-25 | -     | -    | 59 – 75          | P2 P3   |
| 4 de junio | 19:10 | Australia | 1 – 3     | Cuba     | 22-25 | 25-27 | 25-18 | 25-27 | -    | 97 – 97          | P2 P3   |
| 5 de junio | 13:10 | Cuba      | 3 – 1     | Colombia | 21-25 | 25-20 | 25-17 | 25-21 | -    | 96 – 83          | P2 P3   |
| 5 de junio | 16:10 | Australia | 0 – 3     | Croacia  | 19-25 | 17-25 | 12-25 | -     | -    | 48 – 75          | P2 P3   |

#### Semana 2

##### Serie C3
- Sede: Coliseo Evangelista Mora, Cali, Colombia
- Las horas indicadas corresponden al huso horario local de Colombia (Tiempo de Colombia – COT): UTC-5

| Fecha       | Hora  | Partido    | Partido   | Partido    | Sets  | Sets  | Sets  | Sets  | Sets | Puntuación total | Reporte |
| Fecha       | Hora  |            | Resultado |            | 1     | 2     | 3     | 4     | 5    | Puntuación total | Reporte |
| ----------- | ----- | ---------- | --------- | ---------- | ----- | ----- | ----- | ----- | ---- | ---------------- | ------- |
| 10 de junio | 17:00 | Kazajistán | 3 – 0     | Australia  | 25-14 | 25-6  | 25-20 | -     | -    | 75 – 40          | P2 P3   |
| 10 de junio | 19:30 | Colombia   | 3 – 0     | México     | 25-19 | 25-10 | 25-18 | -     | -    | 75 – 47          | P2 P3   |
| 11 de junio | 16:00 | México     | 1 – 3     | Kazajistán | 20-25 | 18-25 | 28-26 | 20-25 | -    | 86 – 101         | P2 P3   |
| 11 de junio | 18:30 | Colombia   | 3 – 0     | Australia  | 25-17 | 25-20 | 25-15 | -     | -    | 75 – 52          | P2 P3   |
| 12 de junio | 16:00 | México     | 3 – 1     | Australia  | 18-25 | 26-24 | 29-27 | 25-23 | -    | 98 – 99          | P2 P3   |
| 12 de junio | 18:30 | Colombia   | 3 – 1     | Kazajistán | 25-21 | 22-25 | 25-19 | 25-12 | -    | 97 – 77          | P2 P3   |

##### Serie D3
- Sede: Coliseo Cerrado, Chiclayo, Perú
- Las horas indicadas corresponden al huso horario local del Perú (Tiempo del Perú – PET): UTC-5

| Fecha       | Hora  | Partido | Partido   | Partido | Sets  | Sets  | Sets  | Sets  | Sets | Puntuación total | Reporte |
| Fecha       | Hora  |         | Resultado |         | 1     | 2     | 3     | 4     | 5    | Puntuación total | Reporte |
| ----------- | ----- | ------- | --------- | ------- | ----- | ----- | ----- | ----- | ---- | ---------------- | ------- |
| 10 de junio | 16:35 | Croacia | 3 – 0     | Cuba    | 25-13 | 25-15 | 25-13 | -     | -    | 75 – 41          | P2 P3   |
| 10 de junio | 19:05 | Perú    | 3 – 0     | Argelia | 25-9  | 25-9  | 25-11 | -     | -    | 75 – 29          | P2 P3   |
| 11 de junio | 15:35 | Argelia | 0 – 3     | Croacia | 19-25 | 17-25 | 15-25 | -     | -    | 51 – 75          | P2 P3   |
| 11 de junio | 18:05 | Perú    | 3 – 2     | Cuba    | 25-14 | 23-25 | 20-25 | 25-19 | 15-6 | 108 – 89         | P2 P3   |
| 12 de junio | 16:35 | Cuba    | 3 – 0     | Argelia | 25-13 | 25-12 | 25-20 | -     | -    | 75 – 45          | P2 P3   |
| 12 de junio | 19:05 | Perú    | 3 – 1     | Croacia | 16-25 | 25-21 | 25-13 | 25-22 | -    | 91 – 81          | P2 P3   |

## Ronda final

### Grupo 3

#### Cuadrangular final
- Sede: Baluan Sholak Sports Palace, Almatý, Kazajistán
- Las horas indicadas corresponden al huso horario local de la ciudad de Almatý (Tiempo Alma-Ata) – ALMT: UTC+6

|  | Semifinales | Semifinales |   |      | Final        | Final |  |
|  |             |             |   |      |              |       |  |
|  |             |             |   |      |              |       |  |
|  | Perú        | 1           |   |      |              |       |  |
|  | Croacia     | 3           |   |      |              |       |  |
|  |             |             |   |      |              |       |  |
|  |             |             |   |      |              |       |  |
|  |             |             |   |      | Croacia      | 3     |  |
|  |             | Kazajistán  | 0 |      |              |       |  |
|  |             |             |   |      |              |       |  |
|  |             |             |   |      |              |       |  |
|  |             |             |   |      | Tercer lugar |       |  |
|  |             |             |   |      |              |       |  |
|  | Kazajistán  | 3           |   | Perú | 3            |       |  |
|  | Colombia    | 2           |   |      | Colombia     | 2     |  |

##### Semifinales
| Fecha       | Hora  | Partido    | Partido   | Partido  | Sets  | Sets  | Sets  | Sets  | Sets | Puntuación total | Reporte |
| Fecha       | Hora  |            | Resultado |          | 1     | 2     | 3     | 4     | 5    | Puntuación total | Reporte |
| ----------- | ----- | ---------- | --------- | -------- | ----- | ----- | ----- | ----- | ---- | ---------------- | ------- |
| 18 de junio | 12:10 | Perú       | 1 – 3     | Croacia  | 14-25 | 27-29 | 25-20 | 7-25  | -    | 73 – 99          | P2 P3   |
| 18 de junio | 15:10 | Kazajistán | 3 – 2     | Colombia | 25-20 | 25-20 | 21-25 | 18-25 | 15-9 | 104 – 99         | P2 P3   |

##### Partido 3.º y 4.º puesto
| Fecha       | Hora  | Partido | Partido   | Partido  | Sets  | Sets  | Sets  | Sets  | Sets | Puntuación total | Reporte |
| Fecha       | Hora  |         | Resultado |          | 1     | 2     | 3     | 4     | 5    | Puntuación total | Reporte |
| ----------- | ----- | ------- | --------- | -------- | ----- | ----- | ----- | ----- | ---- | ---------------- | ------- |
| 19 de junio | 12:10 | Perú    | 3 – 2     | Colombia | 25-17 | 21-25 | 25-22 | 23-25 | 15-6 | 109 – 95         | P2 P3   |

##### Final
| Fecha       | Hora  | Partido | Partido   | Partido    | Sets  | Sets  | Sets  | Sets | Sets | Puntuación total | Reporte |
| Fecha       | Hora  |         | Resultado |            | 1     | 2     | 3     | 4    | 5    | Puntuación total | Reporte |
| ----------- | ----- | ------- | --------- | ---------- | ----- | ----- | ----- | ---- | ---- | ---------------- | ------- |
| 19 de junio | 15:10 | Croacia | 3 – 0     | Kazajistán | 25-19 | 29-27 | 25-16 | -    | -    | 79 – 62          | P2 P3   |

### Grupo 2

#### Cuadrangular final
- Sede: Palace of Culture and Sports, Varna, Bulgaria
- Las horas indicadas corresponden al huso horario local de Bulgaria (Horario de verano de Europa oriental) – EEST: UTC+3

|  | Semifinales     | Semifinales |   |             | Final           | Final |  |
|  |                 |             |   |             |                 |       |  |
|  |                 |             |   |             |                 |       |  |
|  | Puerto Rico     | 1           |   |             |                 |       |  |
|  | Rep. Dominicana | 3           |   |             |                 |       |  |
|  |                 |             |   |             |                 |       |  |
|  |                 |             |   |             |                 |       |  |
|  |                 |             |   |             | Rep. Dominicana | 3     |  |
|  |                 | Polonia     | 2 |             |                 |       |  |
|  |                 |             |   |             |                 |       |  |
|  |                 |             |   |             |                 |       |  |
|  |                 |             |   |             | Tercer lugar    |       |  |
|  |                 |             |   |             |                 |       |  |
|  | Bulgaria        | 1           |   | Puerto Rico | 3               |       |  |
|  | Polonia         | 3           |   |             | Bulgaria        | 1     |  |

##### Semifinales
| Fecha       | Hora  | Partido     | Partido   | Partido         | Sets  | Sets  | Sets  | Sets  | Sets | Puntuación total | Reporte |
| Fecha       | Hora  |             | Resultado |                 | 1     | 2     | 3     | 4     | 5    | Puntuación total | Reporte |
| ----------- | ----- | ----------- | --------- | --------------- | ----- | ----- | ----- | ----- | ---- | ---------------- | ------- |
| 18 de junio | 16:10 | Puerto Rico | 1 – 3     | Rep. Dominicana | 25-21 | 22-25 | 27-29 | 14-25 | -    | 88 – 100         | P2 P3   |
| 18 de junio | 19:10 | Bulgaria    | 1 – 3     | Polonia         | 25-23 | 21-25 | 15-25 | 21-25 | -    | 82 – 98          | P2 P3   |

##### Partido 3.º y 4.º puesto
| Fecha       | Hora  | Partido     | Partido   | Partido  | Sets  | Sets  | Sets  | Sets  | Sets | Puntuación total | Reporte |
| Fecha       | Hora  |             | Resultado |          | 1     | 2     | 3     | 4     | 5    | Puntuación total | Reporte |
| ----------- | ----- | ----------- | --------- | -------- | ----- | ----- | ----- | ----- | ---- | ---------------- | ------- |
| 19 de junio | 16:10 | Puerto Rico | 3 – 1     | Bulgaria | 23-25 | 25-22 | 25-21 | 25-23 | -    | 98 – 91          | P2 P3   |

##### Final
| Fecha       | Hora  | Partido         | Partido   | Partido | Sets  | Sets  | Sets  | Sets  | Sets  | Puntuación total | Reporte |
| Fecha       | Hora  |                 | Resultado |         | 1     | 2     | 3     | 4     | 5     | Puntuación total | Reporte |
| ----------- | ----- | --------------- | --------- | ------- | ----- | ----- | ----- | ----- | ----- | ---------------- | ------- |
| 19 de junio | 19:10 | Rep. Dominicana | 3 – 2     | Polonia | 21-25 | 23-25 | 25-18 | 25-20 | 15-11 | 109 – 99         | P2 P3   |

### Grupo 1
- Sede: Estadio Cubierto Huamark, Bangkok, Tailandia
- Las horas indicadas corresponden al huso horario local de Bangkok: UTC+7

#### Fase de series (Semana 4)
– Clasificados para las Semifinales. 
     – Pasan a disputar el Partido por el 5.º y 6.º puesto.

##### Serie J1
|     |           | Partidos | Partidos | Partidos |     | Sets | Sets | Sets  | Puntos | Puntos | Puntos |
| Pos | Equipo    | PJ       | PG       | PP       | Pts | SG   | SP   | Ratio | PG     | PP     | Ratio  |
| --- | --------- | -------- | -------- | -------- | --- | ---- | ---- | ----- | ------ | ------ | ------ |
| 1   | Brasil    | 2        | 2        | 0        | 6   | 6    | 0    | MAX   | 151    | 104    | 1.452  |
| 2   | Rusia     | 2        | 1        | 1        | 3   | 3    | 3    | 1.000 | 131    | 143    | 0.916  |
| 3   | Tailandia | 2        | 0        | 2        | 0   | 0    | 6    | 0.000 | 119    | 157    | 0.758  |

| Fecha      | Hora  | Partido   | Partido   | Partido | Sets  | Sets  | Sets  | Sets | Sets | Puntuación total | Reporte |
| Fecha      | Hora  |           | Resultado |         | 1     | 2     | 3     | 4    | 5    | Puntuación total | Reporte |
| ---------- | ----- | --------- | --------- | ------- | ----- | ----- | ----- | ---- | ---- | ---------------- | ------- |
| 6 de julio | 18:00 | Tailandia | 0 – 3     | Brasil  | 24-26 | 16-25 | 11-25 | -    | -    | 51 – 76          | P2 P3   |
| 7 de julio | 18:00 | Rusia     | 0 – 3     | Brasil  | 22-25 | 10-25 | 21-25 | -    | -    | 53 – 75          | P2 P3   |
| 8 de julio | 18:00 | Tailandia | 0 – 3     | Rusia   | 25-27 | 24-26 | 19-25 | -    | -    | 68 – 78          | P2 P3   |

##### Serie K1
|     |                | Partidos | Partidos | Partidos |     | Sets | Sets | Sets  | Puntos | Puntos | Puntos |
| Pos | Equipo         | PJ       | PG       | PP       | Pts | SG   | SP   | Ratio | PG     | PP     | Ratio  |
| --- | -------------- | -------- | -------- | -------- | --- | ---- | ---- | ----- | ------ | ------ | ------ |
| 1   | Estados Unidos | 2        | 2        | 0        | 6   | 6    | 0    | MAX   | 151    | 128    | 1.180  |
| 2   | Países Bajos   | 2        | 1        | 1        | 2   | 3    | 5    | 0.600 | 168    | 167    | 1.006  |
| 3   | China          | 2        | 0        | 2        | 1   | 2    | 6    | 0.333 | 159    | 183    | 0.869  |

| Fecha      | Hora  | Partido        | Partido   | Partido      | Sets  | Sets  | Sets  | Sets  | Sets | Puntuación total | Reporte |
| Fecha      | Hora  |                | Resultado |              | 1     | 2     | 3     | 4     | 5    | Puntuación total | Reporte |
| ---------- | ----- | -------------- | --------- | ------------ | ----- | ----- | ----- | ----- | ---- | ---------------- | ------- |
| 6 de julio | 15:00 | Estados Unidos | 3 – 0     | Países Bajos | 25-21 | 25-17 | 25-23 | -     | -    | 75 – 61          | P2 P3   |
| 7 de julio | 15:00 | China          | 2 – 3     | Países Bajos | 25-23 | 14-25 | 25-19 | 20-25 | 8-15 | 92 – 107         | P2 P3   |
| 8 de julio | 15:00 | Estados Unidos | 3 – 0     | China        | 25-21 | 26-24 | 25-22 | -     | -    | 76 – 67          | P2 P3   |

#### Fase final (Semana 4)
|  | Semifinales    | Semifinales    |   |              | Final        | Final |  |
|  |                |                |   |              |              |       |  |
|  |                |                |   |              |              |       |  |
|  | Brasil         | 3              |   |              |              |       |  |
|  | Países Bajos   | 0              |   |              |              |       |  |
|  |                |                |   |              |              |       |  |
|  |                |                |   |              |              |       |  |
|  |                |                |   |              | Brasil       | 3     |  |
|  |                | Estados Unidos | 2 |              |              |       |  |
|  |                |                |   |              |              |       |  |
|  |                |                |   |              |              |       |  |
|  |                |                |   |              | Tercer lugar |       |  |
|  |                |                |   |              |              |       |  |
|  | Estados Unidos | 3              |   | Países Bajos | 3            |       |  |
|  | Rusia          | 0              |   |              | Rusia        | 2     |  |

##### Semifinales
| Fecha      | Hora  | Partido        | Partido   | Partido      | Sets  | Sets  | Sets  | Sets | Sets | Puntuación total | Reporte |
| Fecha      | Hora  |                | Resultado |              | 1     | 2     | 3     | 4    | 5    | Puntuación total | Reporte |
| ---------- | ----- | -------------- | --------- | ------------ | ----- | ----- | ----- | ---- | ---- | ---------------- | ------- |
| 9 de julio | 15:00 | Brasil         | 3 – 0     | Países Bajos | 25-11 | 25-3  | 25-8  | -    | -    | 75 – 57          | P2 P3   |
| 9 de julio | 18:00 | Estados Unidos | 3 – 0     | Rusia        | 25-20 | 25-23 | 25-14 | -    | -    | 75 – 57          | P2 P3   |

##### Partido 5.º y 6.º puesto
| Fecha       | Hora  | Partido   | Partido   | Partido | Sets  | Sets  | Sets  | Sets | Sets | Puntuación total | Reporte |
| Fecha       | Hora  |           | Resultado |         | 1     | 2     | 3     | 4    | 5    | Puntuación total | Reporte |
| ----------- | ----- | --------- | --------- | ------- | ----- | ----- | ----- | ---- | ---- | ---------------- | ------- |
| 10 de julio | 12:00 | Tailandia | 0 – 3     | China   | 23-25 | 23-25 | 12-25 | -    | -    | 58 – 75          | P2 P3   |

##### Partido 3.º y 4.º puesto
| Fecha       | Hora  | Partido      | Partido   | Partido | Sets  | Sets  | Sets  | Sets  | Sets | Puntuación total | Reporte |
| Fecha       | Hora  |              | Resultado |         | 1     | 2     | 3     | 4     | 5    | Puntuación total | Reporte |
| ----------- | ----- | ------------ | --------- | ------- | ----- | ----- | ----- | ----- | ---- | ---------------- | ------- |
| 10 de julio | 15:00 | Países Bajos | 3 – 2     | Rusia   | 18-25 | 23-25 | 30-28 | 25-21 | 15-9 | 111 – 108        | P2 P3   |

##### Final
| Fecha       | Hora  | Partido | Partido   | Partido        | Sets  | Sets  | Sets  | Sets  | Sets | Puntuación total | Reporte |
| Fecha       | Hora  |         | Resultado |                | 1     | 2     | 3     | 4     | 5    | Puntuación total | Reporte |
| ----------- | ----- | ------- | --------- | -------------- | ----- | ----- | ----- | ----- | ---- | ---------------- | ------- |
| 10 de julio | 18:00 | Brasil  | 3 – 2     | Estados Unidos | 18-25 | 25-17 | 25-23 | 22-25 | 15-9 | 105 – 99         | P2 P3   |

## Clasificación final
| Grp         | Pos               | Selección            |
| ----------- | ----------------- | -------------------- |
| G R U P O 1 | Medalla de oro    | Brasil               |
| G R U P O 1 | Medalla de plata  | Estados Unidos       |
| G R U P O 1 | Medalla de bronce | Países Bajos         |
| G R U P O 1 | 4                 | Rusia                |
| G R U P O 1 | 5                 | China                |
| G R U P O 1 | 6                 | Tailandia            |
| G R U P O 1 | 7                 | Serbia               |
| G R U P O 1 | 8                 | Italia               |
| G R U P O 1 | 9                 | Japón                |
| G R U P O 1 | 10                | Turquía              |
| G R U P O 1 | 11                | Bélgica              |
| G R U P O 1 | 12                | Alemania             |
| G R U P O 2 | 13                | República Dominicana |
| G R U P O 2 | 14                | Polonia              |
| G R U P O 2 | 15                | Puerto Rico          |
| G R U P O 2 | 16                | Bulgaria             |
| G R U P O 2 | 17                | Argentina            |
| G R U P O 2 | 18                | República Checa      |
| G R U P O 2 | 19                | Canadá               |
| G R U P O 2 | 20                | Kenia                |
| G R U P O 3 | 21                | Croacia              |
| G R U P O 3 | 22                | Kazajistán           |
| G R U P O 3 | 23                | Perú                 |
| G R U P O 3 | 24                | Colombia             |
| G R U P O 3 | 25                | Cuba                 |
| G R U P O 3 | 26                | México               |
| G R U P O 3 | 27                | Australia            |
| G R U P O 3 | 28                | Argelia              |

## Estadísticas individuales
| Distinción        | Nombre          | Equipo      |
| ----------------- | --------------- | ----------- |
| MVP               | Natália Pereira | Brasil      |
| Mejor anotadora   | Ángela Leyva    | Perú        |
| Mejor atacante    | Samanta Fabris  | Croacia     |
| Mejor bloqueadora | Irina Zaryazhko | Rusia       |
| Mejor servicio    | Shae Sloane     | Australia   |
| Mejor armadora    | Joanna Wołosz   | Polonia     |
| Mejor recepción   | Áurea Cruz      | Puerto Rico |
| Mejor libero      | Lin Li          | China       |